# Chalikoteria
Chalikoteria, Chalicotheriidae (z greki "piaskowe bestie") – wymarła rodzina ssaków z rzędu nieparzystokopytnych, do którego zaliczamy dziś koniowate, nosorożce i tapirowate. Pojawiły się w środkowym eocenie około 40 milionów lat temu, ewoluując z małych, przypominających wczesne koniowate zwierząt. Wiele przedstawicieli chalikoteriów, takich jak Moropus czy chalikoterium, osiągało rozmiary koni. W późnym oligocenie podzieliły się na 2 grupy: jedna żywiła się na otwartych przestrzeniach, druga preferowała życie w lasach. Rodzina wymarła 3,5  miliona lat temu. Jej bliskimi krewnymi były brontoteria i wymienione wyżej współczesne 3 rodziny.

## Opis
Inaczej niż u ich dzisiejszych krewnych, chalikoteria posiadały długie kończyny przednie, natomiast tylne - wiele krótsze. Prawdopodobnie ciężar ciała spoczywał głównie na krótkich, lecz potężnych tylnych nogach. Przednie natomiast posiadały wydłużone, zakrzywione pazury, co oznacza, że powinny poruszać się na wystających po zewnętrznej stronie dłoni kostkach. Skamieniałe pozostałości ukazują, że były one grube, dobrze rozwinięte, podobnie, jak  u dzisiejszych goryli. Kiedyś sądzono, że pazury służyły do kopania w ziemi w poszukiwaniu korzeni czy bulw. Jednak pokrycie pazurów i uzębienie nie wskazują, by zwierzęta te kopały czy jadły zanieczyszczone glebą pokarmy. Szpony służyły więc prawdopodobnie do zdzierania pokarmu roślinnego z drzew oraz do poszukiwania pożywienia. Zwierzęta te nie posiadały zębów przednich w szczęce, a powierzchnia ich małych tylnych ząbków sugeruje, że skubały tylko specyficzne, określone rośliny.

## Kryptozoologia
Niektórzy kryptozoolodzy stworzyli hipotezę, że pewna rzekomo drapieżna kryptyda z Afryki (Kenia), Niedźwiedź z Nandi, jest niewymarłym przedstawicielem tej rodziny.